# 리퍼비시 제품
리퍼비시먼트(refurbishment) 또는 리퍼비시 제품(refurbish, 재정비 제품)은 초기 불량품이나 환불된 개봉품을 신상품 수준으로 정비하여 다시 내놓은 제품이다. 개념 정의가 명확하지는 않아서, 때로는 단순한 수리나 재정비뿐만 아니라 상당부분을 개조한 제품을 포함하는 경우도 있다. 시장에서 가격층은 신상품과 중고품의 사이에 형성되는 것이 보통이다. 간단히 리퍼브 제품, 리퍼 제품이라고도 한다. 또한 제품이 고장 났을 때 리퍼비시 제품으로 교환해주는 방식의 고객 서비스를 리퍼비시, 또는 줄여서 리퍼라고 부르기도 한다.

## 어원
'다시 닦는다, 다시 새롭게 한다'라는 영어 동사 refurbish가 어원이다. 정비를 마친 물건에는 refurbished라고 표기하기도 한다.

## 초기 불량품을 리퍼비시
초기 불량품을 그냥 폐기했을 경우, 생산, 유통, 폐기 비용을 모두 부담하게 되기 때문에 이익이 감소하게 된다.
반면 리퍼비시를 실시할 경우, 정비 비용은 들지만 아직 상품 가치가 남아 있어 이익을 낼 수도 있다.
다만 리퍼비시(정비)를 해도 이익을 낼 수 있는 제품이 아니면 실시하지 않는다.
대부분의 경우, 판매원이나 제조사가 회수한 초기 불량품에서 불량의 원인이 되는 부분을 교환 또는 수리한다.
비용이나 효율성을 고려하여 제조사 대신 전문 업자에게 맡기는 경우도 있다(아웃소싱).
불량인 부분에 대해서는, 구체적인 고장 부분을 확인하고 수리를 하여 리퍼비시 제품으로서 재고로 들어가거나 제품 결함 조사 등에 활용된다.
정비가 완료된 제품은 다시 시장에 유통되거나, 서비스 센터 등에 대체용 제품으로 준비된다.
정비 작업 전후로 제품 외관에 흠집이 나기도 하기 때문에, 시장에 유통될 때는 해당 제품이 리퍼리시를 거친 제품임을 명시하여 판매하는 경우가 많다. 가격은 신품보다 저가, 중고품보다 고가로 정해지는 것이 보통이다. 각 제조사마다 리퍼비시 제품을 취급하는 정책이 다를 수 있는데, (1) 신제품과 동등하게 취급하는 경우, (2) B급품으로 취급하는 경우, (3) 중고품으로 취급하는 경우 등 여러가지이다.
다만, 불완전하게 정비된 리퍼비시 제품이 많은데도 신제품과 같이 취급한다면, 초기 불량율이 상승하여 결국 사용자들의 제조사에 대한 신뢰성이 떨어질 위험이 있다. 또한 사용자들은 신제품을 아직 아무도 사용하지 않은 제품이라고 생각하고 구입하는 것이 보통이기 때문에, 신제품이라고 오해하게 만들었다거나 신제품이 아닌 물건을 받았다는 등의 이유로 제조사 또는 판매점을 상대로 민사 소송이 제기될 수도 있다.

## 적용업체
리퍼비시 정책을 도입한 기업으로는 대표적으로 애플, DJI가 있다.

## 혼란
리퍼비시 정책을 처음 접해보는 소비자들은 혼란을 겪기도 한다. 실제로 2009년 대한민국에서 애플의 아이폰이 처음 출시되었을 당시 소비자들은 애플측의 이러한 수리 정책에 반발하여 소비자원에 민원을 제기하거나, 용산 전자상가에 있는 비공인 수리점에서 수리를 받아가기도 하였다. 비공인 수리점에서 수리를 받을 경우 차후 리퍼비시 정책에서 제외된다는 것이 애플측의 설명이다.

## 같이 보기
- 수리할 권리